# ISO 3166-2:TT
Kódy ISO 3166-2 pro Trinidad a Tobago identifikují 9 regionů, 5 celků městského charakteru (3 borough  a 2  city) a území ostrova Tobago (stav v listopadu 2015). První část (TT) je mezinárodní kód pro Trinidad a Tobago, druhá část sestává ze tří písmen identifikujících region či obec.

## Seznam kódů
```
TT-ARI Arima (borough)
TT-CHA Chaguanas (borough)
TT-CTT Couva-Tabaquite-Talparo (region)
TT-DMN Diego Martin (region)
TT-PED Penal-Debe (region)
TT-POS Port of Spain (city)
TT-PRT Princes Town (region)
TT-PTF Point Fortin (borough)
TT-MRC Mayaro-Rio Claro (region)
TT-SFO San Fernando (city)
TT-SGE Sangre Grande (region)
TT-SIP Siparia (region)
TT-SJL San Juan-Laventille (region)
TT-TUP Tunapuna-Piarco (region)
TT-TOB 
Tobago
 (ward)
```